# Беларуски държавен университет
Беларуският държавен университет (на беларуски: Беларускі дзяржаўны ўніверсітэт), съкратено БДУ (или БГУ – от руски), в Минск е най-голямото висше училище в Беларус.
Открит е на 30 октомври 1921 година. Половин век е единствен университет в Беларус до преобразуването на Гомелския педагогически институт в университет. БДУ претърпява много реорганизации, редица негови факултети се отделят като самостоятелни висши институти (по-късно преобразувани обикновено в университети), а понякога други училища се вливат в него. Националната библиотека на Беларус също води началото си от БДУ, като е създадена на базата на неговата научна библиотека през 1926 г. По време на Втората световна война се евакуира частично в Москва и Химки, работи с прекъсвания. Почти всички университетски сгради са разрушени по време на окупацията и освобождението на града.
По данни от сайта на университета към 2015 г. в него учат 30 000 студенти (вкл. 2400 чужденци), над 1000 досторанти и още 15 000 обучаеми, обучавани от 2600 преподаватели (вкл. 225 професори). Структурата на БДУ днес включва следните групи звена:
- учебни – 20 факултета и института, 5 звена за преподготовка и повишаване на квалификацията, с общо 180 катедри;
- научни – 4 научноизследователски института, 13 научни центъра, 41 научноизследователски лаборатории;
- други – 11 предприятия, 3 учебно-опитни станции, 4 музея.